# Sekotong Timur
Sekotong Timur is een bestuurslaag in het regentschap West-Lombok van de provincie West-Nusa Tenggara, Indonesië. Sekotong Timur telt 6328 inwoners (volkstelling 2010).